# Грозешть (комуна, Ясси)
Грозешть, Грозешті (рум. Grozești) — комуна у повіті Ясси в Румунії. До складу комуни входять такі села (дані про населення за 2002 рік):
- Грозешть (1243 особи)
- Колцу-Корній (530 осіб)
- Селеджень (90 осіб)

Комуна розташована на відстані 321 км на північний схід від Бухареста, 39 км на південний схід від Ясс.

## Населення
За даними перепису населення 2002 року у комуні проживали 1863 особи, усі — румуни. Усі жителі комуни рідною мовою назвали румунську.
Склад населення комуни за віросповіданням:
| Релігія       | Кількість осіб | Відсоток |
| ------------- | -------------- | -------- |
| православні   | 1859           | 99,8%    |
| римо-католики | 4              | 0,2%     |

## Зовнішні посилання
- Дані про комуну Грозешть на сайті Ghidul Primăriilor